# Шамот
Шамо́т (фр. chamotte) — огнеупорная керамическая масса, в состав которой входят глина, каолин, обожжённые до потери пластичности, удаления химически связанной воды и доведённая до некоторой степени спекания. Данное наименование применяется также в отношении других исходных материалов, используемых для производства огнеупоров, обожжённых до окускования смешанных с глиной порошков и стабилизации свойств материала.
По применяемым материалам различают высокоглинозёмистый, корундовый, цирконовый шамот, изготовленный с применением шамотной глины кирпич.
В практике художественной керамики шамотом часто называют пластичную массу на основе глин разного состава с добавлением 30—40 % собственно шамотной крошки крупностью 0,2—2,5 мм, а также готовые обожжённые изделия из этой массы (шамотные вазы).

## Получение
Шамот получают путём обжига при температуре 1300—1500 °C в печах, обычно вращающихся или шахтных.
Сырьё поступает в печь в естественном виде или в брикетах, подготовленных на ленточных, вальцевых и других прессах.
По степени спекания различают высокоотожжённый шамот, с водопоглощением от 2—3 до 8—10 %, и низкожжённый — до 20—25 %.

## Применение
Полученный шамот дробят, измельчают, после чего добавляют как отощающий компонент, который уменьшает пластичность и усадку при сушке и обжиге, в массу для формования изделий, в том числе из высокоглинозёмистых и других огнеупоров.
Также шамот используют при изготовлении мертелей, торкрет-масс, как наполнитель огнеупорных бетонов и в других составах.
В середине XX века, по мере роста распространённости материала, шамот начали применять для архитектурного оформления зданий и в скульптуре малых размеров.

## Производство и загрязнение окружающей среды
В производстве используется токсичная фенольная смола; технологический цикл предусматривает обжиг в печном цеху, в результате которого воздух вокруг предприятий загрязняется сернистыми и фенольными соединениями.
Другой фактор отрицательного воздействия на окружающую среду — шамотная пыль. Одна вращающаяся печь Велико-Анадольского огнеупорного комбината ежегодно производит около 13 800 тонн такой пыли. Вдыхание её может являться фактором, способствующим развитию профессионального заболевания силикоза.